# Daara J

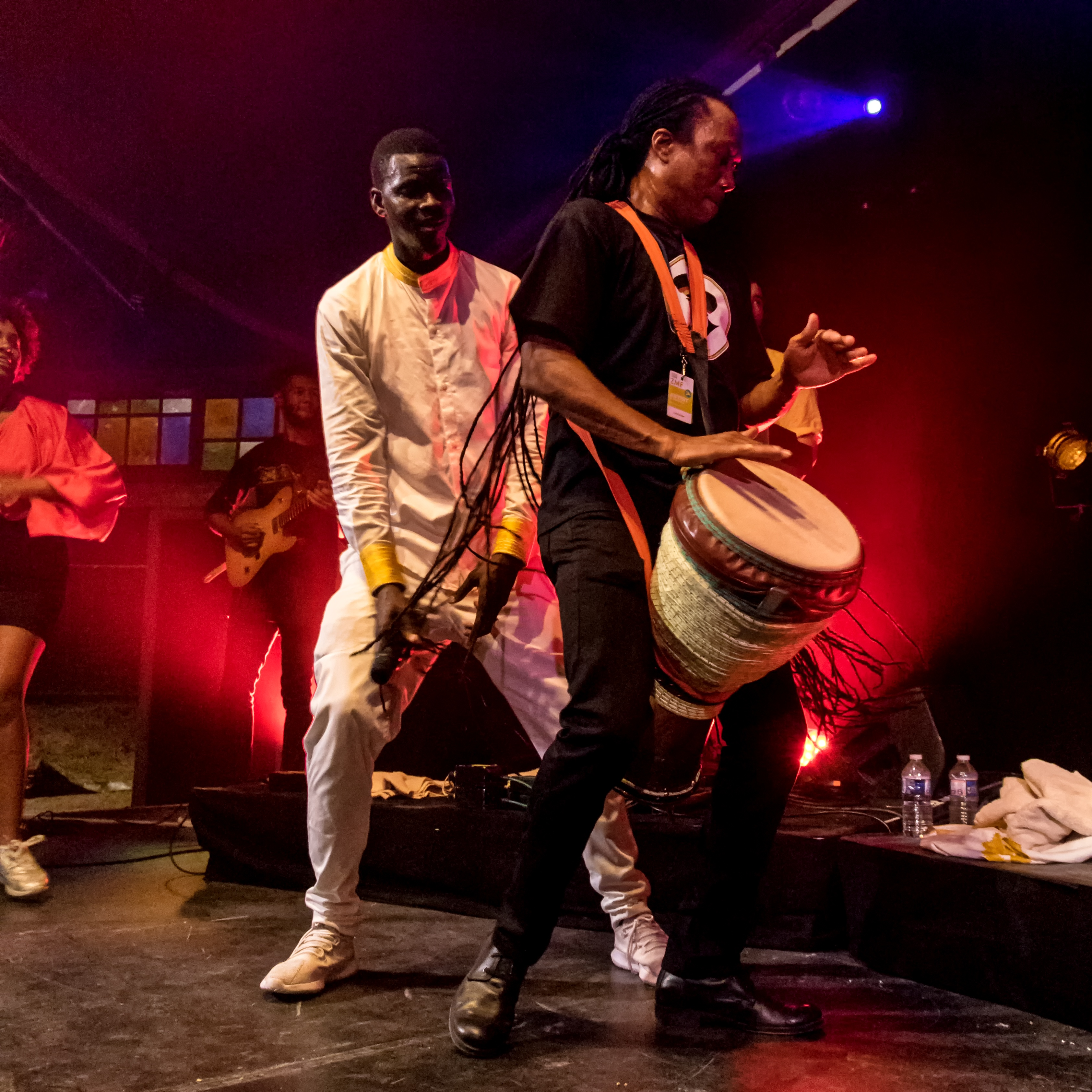
Daara J & David Achee, Zelt-Musik-Festival en 2018 à Fribourg-en-Brisgau, Allemagne

Daara J est un groupe de hip-hop sénégalais. Il se compose de Ndongo D. (D=daara qui signifie école donc le nom Ndongo D veut dire élève ou étudiant) (rap), de Faada Freddy (rap et soul) et d'El hadj Man. Le trio s'est formé durant la première moitié des années 1990.

## Biographie

### Origines
Formé en 1994 par Faada Freddy Lord Alajiman et N'Dongo D, alors qu'ils ne sont encore qu'au lycée,. Les rappeurs sont influencés par groupes comme Grandmaster Flash and the Furious Five et Afrika Bambaataa, mais écoutent aussi la musique de leurs parents, qui inclut notamment Sly and the Family Stone et Aretha Franklin, et des styles musicaux comme la musique cubaine. Faada Freddy cite en grande partie s'inspirer de Das EFX. À l'origine, les membres reprenaient des morceaux instrumentaux issus des États-Unis et de la France pour rapper dessus. Plus tard, ils acquièrent une boîte à rythmes, mais même avec cet instrument, un membre du groupe imitera tous les autres instruments de la chanson avec sa voix. Positive Black Soul, un autre groupe de hip-hop sénégalais, encourage Daara J à enregistrer et jouer sur scène.

### Daara JetXalima
Daara J et Xalima sont publiés au label Déclic. Leur premier album, éponyme, est produit par le musicien reggae Mad Professor et est un succès local avec 15 000 exemplaires vendus. Leur autre album est publié en 1999 sous le titre Xalima. L'album est orienté politique et fait participer d'autres musiciens jouant d'instruments variés comme le kora et le balafon.

### Boomerang

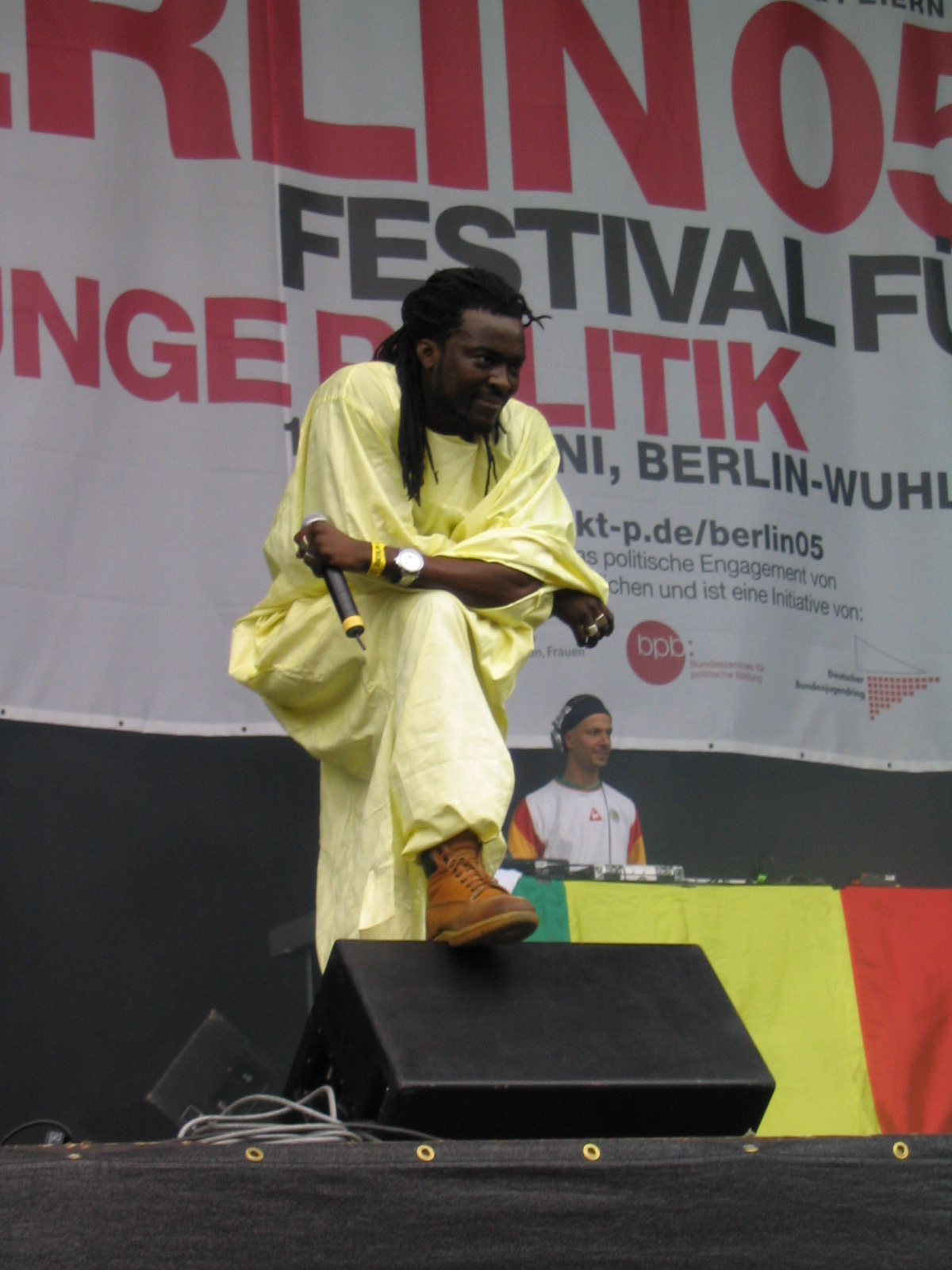
Aladji Man de Daara J jouant à Berlin, en 2005.

Le groupe signe chez Wrasse Records pour sortir Boomerang en 2003. Il fait participer Rokia Traoré. Le titre se base sur une idée selon laquelle le hip-hop serait né en Afrique, et s'est étendue dans le monde avant de revenir sur le continent. Daara J note des similitudes entre le rap et le tassou — une technique verbale africaine traditionnelle utilisée pour parler de thèmes sociaux, politique, du quotidien, et d'aspirations futures. Ils sont persuadés que cela s'est transmis durant la traite des noirs aux États-Unis. Un an après la sortie de l'album, Daara J remporte le Best African Act Award par BBC Radio 3.
L'album est lui-même décrit comme l'« l'un des albums hip-hop du siècle par le journal britannique The Observer », et atteint les classements européens. D'autres accueils sont positifs ; Matthew Pollesel de Splendid Magazine félicite l'album pour son contenu lyrique : « ...alors que Daara J se montre sur Boomerang, il est possible de comprendre ce que veulent dire ces mot juste en écoutant ce qui les entourent — l'intensité vocale des rappeurs, la qualité des beats, et comment tous ces facteurs s'harmonisent avec les mots. Sur l'album, le message de Daara J est fort et clair. » Cependant, Katharina Lobeck de BBC Music note que l'un des morceaux, celui influencé RnB et intitulé Hip Hop Civilization est « beaucoup trop génériquement soppy même pour le plus grand fan de RnB », mais dira quand même qu'il « est une aventure sonique marquante [...]. »
Le groupe fait quelques apparitions aux festivals WOMAD dans le monde comme le Live 8 concert in Eden Project, et l'Africa Calling. En 2017, ils montent sur scène à l'Abi Reggae Festival d'Abidjan, en Côte d'Ivoire. Daara J jouera avec d'autres groupes et artistes comme Public Enemy, Wyclef Jean, et Mos Def.

## Discographie
- 1998 : Daara J
- 1999 : Xalima
- 2003 : Boomerang
- 2010 : School of Life
- 2016 : Foundation
- 2020 : Yaamatele